# Discogobio bismargaritus
Discogobio bismargaritus är en fiskart som beskrevs av Chu, Cui och Zhou, 1993. Discogobio bismargaritus ingår i släktet Discogobio och familjen karpfiskar. Inga underarter finns listade i Catalogue of Life.